# Весна (балет)
Балет «Весна» —  балет на 2 дії української композиторки  Стефанії Туркевич-Лукіянович (перший український дитячий балет). Написаний у 1934-35 рр. Прем'єра твору відбулася в 1935 році на святі Рідної школи у Львові.  Клавір балету неоднократно піддавався змінам. На нотах з архіву композиторки зазначено 1960 рік. Балет написаний для виконання на фортепіано.

## Сюжет
На сцену вибігають діти. Вони бавляться, грають у хованки. Згодом кожна дитина обирає деревце з поміж інших на галявині і обв'язує його кольоровою стрічкою. Для головної героїні Ірусі залишається тільки засохле деревце, гілки якого вона обв'язує синьо-жовтими стрічкою. Іруся намагається оживити деревце — танцює навколо, обіймає його, молиться, та врешті засинає. Під час її сну сили природи воскрешають дерево. Воно вкривається цвітом, довкола кружляють метелики. Однак перед щасливим фіналом Ірусі ще довелося захищати деревце від лісорубів, які хотіли зрубати мертве дерево. Балет закінчується загальним танцем радості.

## Лібрето
Лібрето написане Стефанією Туркевич-Лукіянович. Подане у вигляді коротких ремарок (переклад з англійської мови подає Стефанія Павлишин у монографії «Перша українська композиторка»).
1 дія
1. Лісочок, з лукою на переді. Кілька деревець, з одним, у центрі, без листя, очевидно мертвим.
2. Вбігають діти, одне за одним і розглядаються.
3. Вони бавляться в хованку.
4. Вони знаходять одне одного.
5. Кожна дитина (або їх група) вибирає дерево і обв'язує його різними кольоровими стрічками (не синіми і жовтими).
6. Іруся залишається тільки з мертвим деревом. Вона обв'язує його жовтими і синіми стрічками — кольорами українського прапору.
7. Інші діти сміються з неї.
8. Діти поволі виходять одне за одним, а Іруся залишається сама.
9. Іруся танцює. Вона обіймає дерево і молиться, щоб воно ожило.
10. Зморена втомою, вона лягає і засинає.
11. Сходить сонце, зігріваючи, і пестячи безлисте дерево.
12. Сонце кличе вітри принести дереву землі.
13. Сонце відсилає вітри. Настає тиша.
2 дія
14. Коли Іруся спить під деревом, воно починає розвиватися і швидко вкривається білими квітами.
15. Метелики літають і танцюють.
16. Метелики відлітають, коли Іруся прокидається і бачить дерево в розквіті.
17. З боку надходять дроворуби, маршируючи, щоб стяти мертве дерево.
18. Вони здивовано зупиняються.
19. Іруся захищає дерево і не дозволяє їм наблизитися до нього.
20. Вбігають діти, вдивляючись в це чудо і балет закінчується загальним танцем радості.

## Дійові особи
Іруся, діти, метелики, лісоруби. 

## Музичні особливості
В балеті зберігаються характерні риси музичної мови авторки (неокреслена тональність, короткі мотиви замість завершеного тематизму, цілотонові, секундові, кварто-квінтові співзвуччя, нестійкі мелодичні структури). Проте композиція поступається іншим творам своїми масштабами та відсутністю оркестровки.
Балет написаний для виконання фортепіано, що не є характерним для композиторки, чиї попередні сценічні твори існували у вигляді партитур. Тембральну одноманітність Туркевич-Лукіянович компенсує застосуванням всіх регістрів, різноманітних штрихів та динаміки.

Вже з перших звуків композиторка використовує декілька музичних пластів — органний пункт в нижньому голосі (статика нерухомих дерев), квартові ходи в середньому голосі та низхідні хроматичні «сповзання» у верхньому. Тут присутні елементи, що стануть визначальними для музичної мови всього балету. Наприклад, органний пункт буде постійно присутнім, коли зображуватиметься ліс; хроматичні звуки з'являтимуться і в мелодичному русі і в акордах; інтервал кварти можна навіть назвати лейтінтрвалом — поспівки в межах кварти, квартові стрибки, навіть квартакорди. Можливо, цим авторка хотіла підкреслити «дитячість» музичної мови, адже діапазон дитячих пісеньок, зазвичай не перевищує кварти-квінти. З огляду на це цікавим є епізод молитви Ірусі, адже тут чи не вперше з'являється повноцінна мелодична лінія, з яскравим висхідним секстовим стрибком та поступовим заповненням. Якщо до тепер національні елементи проявлялися в дещо архаїчному варіанті, то зараз в уяві одразу постають українські солоспіви. Отже, Туркевич-Лукіянович засобами музичного розвитку підкреслює духовне багатство дівчинки Ірусі, вказує на її внутрішню перевагу над іншими дітьми. Чітка ритміка робить балет танцювальним, а стакатна уривчастість, форшлаги — жвавим та веселим.